# 1805 en Grèce ottomane
Chronologie de la Grèce ottomane
- 1801
- 1802
- 1803
- 1804
- 1805
- 1806
- 1807
- 1808
- 1809

Cette page concerne les évènements survenus en 1805 en Grèce ottomane  :

## Événement
- Participation de la légion grecque, République des Sept-Îles, à la guerre de la troisième coalition.

## Naissance
- Nikólaos Boudoúris (el), personnalité politique.
- Dimítrios Chatzískos (el), personnalité politique.
- Anastásios Christópoulos, chef dans la guerre d'indépendance et juge.
- Gerásimos Kókkinos (el), militaire et personnalité politique.
- Panagiotis Lazaras (d), médecin et écrivain.
- Geórgios Zalokóstas (el), poète et écrivain.

## Décès
- Parthénios II d'Alexandrie, pape et patriarche orthodoxe d'Alexandrie et de toute l'Afrique.
- Konstantínos Gianniás (el), klephte.